# 百合園みおり
百合園 みおり（ゆりぞの みおり、1997年9月7日 - ）は、日本のAV女優。メタガールズのメンバー。オールプロ所属。

## 略歴
AV女優になる前はジュニアアイドルやグラビアアイドルをしつつバクステ外神田一丁目1期生でもあった。
2023年3月、OPPAIからデビュー。
2023年9月、ACT Entertainmentに移籍。

## 人物
- 趣味はフルート。
- 特技は、菓子作り、料理、スキューバダイビング、ナレーション[1]

## 出演作品
- 元グラビアアイドルで外神田でもアイドルしていたGcup巨乳AVデビュー (2023/03/21発売 OPPAI_(アダルトビデオメーカー))
- 女博徒ユリア デッドオアアライブ　(2023/05/02発売 アタッカーズ)
- 凌●の系譜 母から娘へ引き継がれたベルドール調教 (2023/06/06発売 アタッカーズ)
- 特別捜査官、コードネームMIO 私は絶対に負けない (2023/07/04発売 アタッカーズ)
- エリート銀行レディを汚部屋に監禁してキメセク (2023/08/01発売 龍縛)